# Skalica (skała)
Skalica (skałka) – forma terenu wystająca ponad powierzchnię, zbudowana z litej skały. Takie formacje nadają się do uprawiania wspinaczki.
Rodzaje skalic:
- ambona skalna
- baszta skalna
- chłopek
- igła skalna
- kopa skalna
- grzyb skalny
- maczuga skalna
- materac skalny
- mur skalny
- turnia, turniczka